# Geografia Iordaniei

O hartă a Iordaniei.

Iordania este situată geografic în Asia de Sud-Vest, la sud de Siria, la vest de Irak, la nord-vest de Arabia Saudită și la est de Palestina și Cisiordania; din punct de vedere politic, zona a fost, de asemenea, menționată în lumea occidentală ca Orientul Mijlociu sau Orientul Apropiat. Teritoriul Iordaniei acoperă acum aproximativ 91.880 kilometri pătrați.
Între 1950 și Războiul de șase zile din 1967, deși nu a fost recunoscut pe scară largă, Iordania a revendicat și administrat o suplimentare de 5,880 kilometri pătrați (2,270 mi2) care cuprindea Cisiordania; în 1988 și cu continuarea ocupației israeliene, regele Hussein a renunțat la cererea Iordaniei față de Cisiordania în favoarea palestinienilor.
Iordania este fără ieșire la mare, cu excepția extremității sale sudice, unde aproape 26 kilometri (16 mi) de țărm de-a lungul Golfului Aqaba oferă acces la Marea Roșie.
Coordonate geografice:
31°00′N 36°00′E / 31.000°N 36.000°E

## Limite

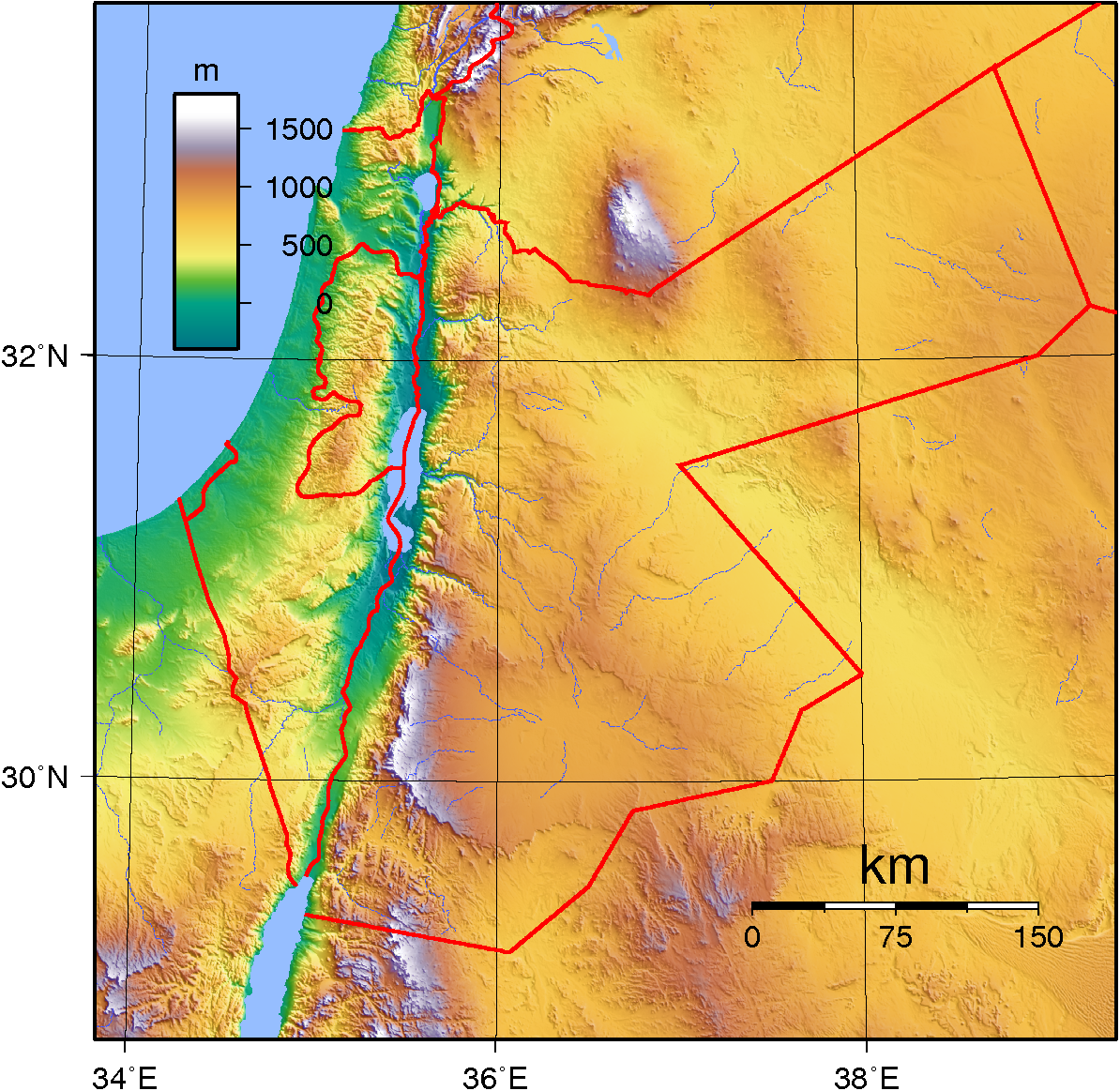
Frontierele Iordaniei.

Cu excepția secțiunilor mici ale granițelor cu Israelul și Siria, granițele internaționale ale Iordaniei nu urmează caracteristici naturale bine definite ale terenului. Granițele țării au fost stabilite prin diferite acorduri internaționale și, cu excepția frontierei cu Israelul, niciuna nu a fost în litigiu la începutul anului 1989.
Granițele Iordaniei cu Siria, Irakul și Arabia Saudită nu au semnificația specială pe care o are granița cu Israelul; aceste frontiere nu au împiedicat întotdeauna nomazii tribali în mișcările lor, dar pentru câteva grupuri granițele le-au separat de zonele tradiționale de pășunat și delimitate de o serie de acorduri între Regatul Unit și guvernul a ceea ce a devenit în cele din urmă Arabia Saudită) a fost definită pentru prima dată în mod oficial în Acordul Hadda din 1925.

Harta schimbului terestru din 1965 dintre Iordania și Arabia Saudită

În 1965 Iordania și Arabia Saudită au încheiat un acord care a realiniat și delimitat granița. Iordania a câștigat 19 kilometri de teren în Golful Aqaba și 6.000 de kilometri pătrați de teritoriu în interior, iar 7.000 de kilometri pătrați de teritoriu administrat de Iordania, fără ieșire la mare, au fost cedați Arabiei Saudite.  Noua graniță a permis Iordaniei să își extindă instalațiile portuare și a stabilit o zonă în care cele două părți au convenit să împartă veniturile din petrol în mod egal în cazul în care petrolul ar fi fost descoperit. Acordul a protejat, de asemenea, drepturile de pășunare și adăpare ale triburilor nomade în interiorul teritoriilor schimbate.